# Сдоккактхом
Сдоккактхом (тай. สด๊กก๊กธม) — кхмерський храм у сучасному Таїланді, розташований за 34 кілометри на північний схід від тайсько-камбоджійського кордону. Присвячений Індуїстському богу Шиві. Храм відомий тим, що на його території була знайдена стела з написами, залишеними кхмерами про свою імперію, якій підкорялась більша частина Південно-Східної Азії від 802 до 1431 року.

## Архітектура
Монастир збудований з червоного пісковику й латериту, він є яскравим зразком провінційного місця поклоніння часів розквіту Кхмерської імперії. У порівнянні з іншими архітектурними пам'ятками Ангкора, столиці імперії, храм порівняно невеликий, але попри це, має спільні риси стилю й релігійного символізму. За часів свого розквіту в XI столітті, коли правив король Удаядітьяварман II, храмом опікувались брахмани, а жителі сусідніх сіл, які займались вирощуванням рису, забезпечували монастир продовольством і робочою силою.
В центрі храму розташована вежа з пісковику, що була основним святилищем. Імовірно, в ній же розміщувався лінгам, символ Шиви. У східній частині розташована вежа з дверима, з західного боку має фальшиві двері. За кілька метрів на північний схід і південний схід розташовані дві бібліотеки з великими вікнами й латеритовим оздобленням. Вежа з бібліотеками має прямокутну форму та розміри 42×36 метрів. У східній частині комплексу розташовані гопурам, чи брама, що відображують східну орієнтацію храму.
У різних місцях Сдоккактхому присутнє різьблення на камені, в тому числі збереглись кольори оздоблення, фігури зміїв-нагів і символи індуїстського бога Вішну.
Весь комплекс оточують рів і латеритові стіни, що мають близько 2,5 метрів заввишки і 126 метрів завдовжки зі сходу на захід, а також 120 метрів з півдня на північ. За 200 метрів на схід від брами розташований барай або священне водосховище розміром близько 200 на 370 метрів.